# Spillane (album)
Pour les articles homonymes, voir Spillane.
Spillane est un album de John Zorn sorti en 1987 sur le label Elektra Nonesuch. Il comprend 3 compositions, dont 2 sont conçues avec la méthode des file-cards (Spillane et Two-Lane Highway, divisée en deux parties et composée pour Albert Collins) et une composition pour voix, quatuor à cordes et platines (Forbidden Fruit). La composition Spillane a été reprise sur l'album Godard/Spillane paru en 1999 chez Tzadik.

## Titres
| 1.    | Spillane | 25:12 |
| 2.    | Two-Lane Highway |       |
| 2a.   | Preacher Man - White Line Fever - Nacogdoches Gumbo - East Texas Freezeout - San Angelo Release - Roliin' To Killeen - Blowout - Devil's Highway - Midnight Standoff - Marchin' For Abilene | 13:30 |
| 2b.   | Hico Killer - Long Mile To Houston | 4:46  |
| 3.    | Forbidden Fruit (Variations For Voice, String Quartet And Turntables) | 10:20 |
| 54:38 | |       |

## Personnel
Spillane
- Anthony Coleman - piano, orgue électrique, célesta
- Carol Emanuel - harpe
- Bill Frisell - guitare
- David Hofstra - basse, tuba
- Bob James - bandes, CD
- Bobby Previte - batterie, percussion
- Jim Staley - trombone
- David Weinstein - échantillonnage, claviers électroniques
- John Zorn - saxophone alto, clarinette
- John Lurie - voix de Mike Hammer
- Robert Quine - voix de la conscience de Mike Hammer

Two-Lane Highway
- Albert Collins - guitare, voix
- Robert Quine - guitare
- Big John Patton - orgue électrique
- Wayne Horvitz - piano, claviers électroniques
- Melvin Gibbs - basse
- Ronald Shannon Jackson - batterie
- Bobby Previte - batterie, percussion

Forbidden Fruit
- Kronos Quartet
  - David Harrington - violon
  - John Sherba - violon
  - Hank Dutt - alto
  - Joan Jeanrenaud - violoncelle
- Christian Marclay - platines
- Ohta Miromi - voix